# Mentocrex
Genre
Mentocrex est un genre d'oiseaux de la famille des Sarothruridae, constitué de 2 espèces, endémiques de Madagascar.

## Liste des espèces
Selon la classification de référence (version 10.1, 2020) du Congrès ornithologique international (ordre phylogénique) :
- Mentocrex kioloides – Râle à gorge blanche
- Mentocrex beankaensis – Râle des tsingy